# Lehrerin auf Entzug
Lehrerin auf Entzug ist eine deutsche Sitcom aus dem Jahr 2020, die als Neoriginal produziert wurde. Die Serie greift den Fernunterricht an deutschen Schulen im Zuge der COVID-19-Pandemie auf.

## Handlung
Nachdem die Grundschullehrerin Tina Färber nach mehreren Wochen Fernunterricht wieder zurück in den Präsenzunterricht darf, wird sie von ihrem ehemaligen Mentor und heutigem Staatssekretär Schaller dazu überredet, eine Musterklasse weiterhin im Fernunterricht zu unterrichten. 

## Figuren
Tina Färber ist Grundschullehrerin mit Leib und Seele und alleinerziehende Mutter mit einem Kind. Nachdem sie ausgewählt wurde, um eine Musterklasse weiterhin im Fernunterricht zu unterrichten, läuft sie zur Höchstform auf.
Professor Schalter ist der ehemalige Mentor von Tina Färber, Staatssekretär im bayrischen Bildungsministerium und für die Musterklassen zuständig.
Frederick ist der Sohn von Julia und ehemaliger Schüler von Tina. Er steht kurz vor dem Abitur, die Schule besucht er aber nur noch sporadisch.
Julia, beste Freundin von Tina und Mutter von Frederick. Davon, dass ihr Sohn sich vor dem Schulunterricht drückt, bekommt sie nichts mit.
Rektor Sepp ist der Direktor von Tinas Schule; eigentlich sollte er über die coronabedingten Abstandsregelungen wachen und Hygienemaßnahmen des Kultusministeriums durchsetzen, tut sich aber schwer mit dieser Aufgabenstellung.

## Episodenliste und Ausstrahlung
| Nr. | Originaltitel   | Erstausstrahlung |
| --- | --------------- | ---------------- |
| 1 | Bildungsauftrag | 10. Juli 2020    |
| Tina Färber ist Grundschullehrerin; nach Monaten des Homeschoolings ist sie froh, endlich wieder in den Präsenzunterricht zu kommen. Doch dann wird sie ausgewählt, eine Musterklasse weiterhin im Fernunterricht zu unterrichten. |                 |                  |
| 2 | Maskenball      | 10. Juli 2020    |
| Frau Färber gibt über eine Videokonferenz Sachkundeunterricht, dabei geht so einiges schief. Erst meldet sich eine Schülerin viel zu früh an und überrascht Frau Färber privat beim Zähneputzen, dann mischt sich eine Mutter in den Unterricht ein. |                 |                  |
| 3 | Mütterdämmerung | 10. Juli 2020    |
| Tina Färber hält ihren ersten Elternabend als Videokonferenz, danach trifft sich mit ihrer Freundin Julia online, gemeinsam trinken sie ein Glas Wein und tauschen sich über ihre Erfahrungen im Homeschooling aus. In ihrem Unterricht behandelt sie das Thema Wald, daher wählt sie sich aus dem Wald per Smartphone in die Videokonferenz ein. Da es bei der Übertragung des Tons zu Problemen kommt, machen die Schüler mehr Quatsch als Unterricht. |                 |                  |
| 4 | Muffinalarm     | 10. Juli 2020    |
| Frau Färber versucht herauszufinden, wer die zweite Testklasse leitet, bekommt aber aus Datenschutzgründen keine Auskunft. Sie besucht deshalb ihre Schule persönlich. Dort stellt sie fest, dass ihr Rektor es nicht so genau mit der Abstandregelung nimmt, stattdessen findet er an persönlichen Tauchausflügen und sonstigen privaten Hobbys Spaß. Die Hygienemaßnahmen des Kultusministeriums sieht er kritisch.                                    |                 |                  |
| 5 | Durchblick      | 10. Juli 2020    |
| In den Unterricht von Frau Färber mischen sich wieder Eltern ein. Frau Färber trifft auf der Straße Frederik und stellt fest, dass dieser nicht am Unterricht teilnimmt. Im Gespräch stellt sich heraus, dass ihr Onlinetechtelmechtel eigentlich Frederik ist. Frederik geht mit ihr nach Hause, dort macht er die Entdeckung, dass ihr Laptop verwanzt ist und jemand über ihre Webcam und ihr Mikrofon mithört und mitguckt.                          |                 |                  |
| 6 | Doppelgängerin  | 10. Juli 2020    |
| Frau Färber beendet die Testphase des Fernunterrichts und gibt eine abschließende Unterrichtsstunde als Videokonferenz. Frederik programmiert für Frau Färber einen digitalen Avatar, der für sie den Unterricht übernehmen soll. Es stellt sich heraus, dass der Staatssekretär den Fernunterricht von Tina dazu genutzt hat, um diesen digitalen Avatar zu entwickeln und programmieren zu lassen, um damit den Lehrermangel zu bekämpfen.             |                 |                  |
| Die Erstausstrahlung im Fernsehen findet am 28. Juli 2020 auf ZDFneo statt. |                 |                  |

## Produktion
Die Produktion fand in Garmisch-Partenkirchen, Oberau und Grainau im Juni 2020 unter Einhaltung der bayerischen Coronaregelungen statt.
Neben Drinnen – Im Internet sind alle gleich und der TV-Anthologie Liebe.Jetzt! ist Lehrerin auf Entzug die dritte Produktion des ZDFs im Rahmen der COVID-19-Pandemie.

## Rezeption
Harald Keller schreibt in der Frankfurter Rundschau, dass das Gesamtkonzept nicht stimmig sei. Frau Färber passierten Missgeschicke, die ihr eigentlich nach bereits dreimonatiger Testphase nicht passieren dürften. Damit büße die Serie an Glaubwürdigkeit ein und die Gags könnten nicht ihre volle Witzigkeit entfalten.